# 㟖岗唇柱苣苔
㟖岗唇柱苣苔（学名：Chirita longgangensis）为苦苣苔科唇柱苣苔属的植物，是中国的特有植物。分布于中国大陆的广西等地，生长于海拔250米至320米的地区，一般生于石灰岩山林边石上，目前尚未由人工引种栽培。
其种加词“longgangensis”意为“广西龙州县㟖岗国家级自然保护区的”。
现接受名为弄岗报春苣苔（Primulina longgangensis (W.T.Wang) Yan Liu & Yin Z.Wang, 2011）。

## 变种
- Chirita longgangensis W. T. Wang var. hongyao S. Z. Huang